# Diplatia grandibractea
Diplatia grandibractea là một loài thực vật có hoa trong họ Loranthaceae. Loài này được (F.Muell.) Tiegh. mô tả khoa học đầu tiên năm 1894.